# Doroșivka, Iampol
Doroșivka (în ucraineană Дорошівка) este un sat în comuna Bușa din raionul Iampol, regiunea Vinița, Ucraina.

## Demografie
Componența lingvistică a localității Doroșivka
     Ucraineană (100%)
Conform recensământului din 2001, toată populația localității Doroșivka era vorbitoare de ucraineană (100%).